# Елизабет Мос
Елизабет Синглтон Мос (енгл. Elisabeth Singleton Moss; Лос Анђелес, 24. јул 1982) америчка је глумица. Позната је по улози Пеги Олсон у серији Људи са Менхетна и Џун Озборн у серији Слушкињина прича. Друге запажене улоге остварила је у серијама Западно крило и На површини језера која јој је донела награду Златни глобус у категорији Најбоља глумица у мини-серији или ТВ филму, као и награду Сателит.